# Panton
Panton – wieś w Anglii, w hrabstwie Lincolnshire, w dystrykcie East Lindsey. Leży 22 km na wschód od Lincoln i 199 km na północ od Londynu.